# Filmjahr 1958
Liste der Filmjahre

◄◄ | ◄ | 1954 | 1955 | 1956 | 1957 | Filmjahr 1958 | 1959 | 1960 | 1961 | 1962 | ► | ►►

Weitere Ereignisse

## Ereignisse
- 15. Januar: Die deutsche Filmkomödie Das Wirtshaus im Spessart von Kurt Hoffmann wird uraufgeführt.
- 29. Januar: Der bereits im Vorjahr mit dem Louis-Delluc-Preis ausgezeichnete französische Kriminalfilm Fahrstuhl zum Schafott von Louis Malle mit Jeanne Moreau in der Hauptrolle erlebt seine Uraufführung.
- 9. Mai: In San Francisco wird Alfred Hitchcocks Thriller Vertigo mit James Stewart und Kim Novak in den Hauptrollen uraufgeführt. Der Film erhält gemischte Kritiken.
- 16. Dezember: Franz Peter Wirths Film Helden mit den Hauptdarstellern O. W. Fischer und Liselotte Pulver wird in Hamburg erstmals gezeigt.
- Anlässlich des Internationalen Filmfestivals von Locarno findet die Uraufführung Claude Chabrols Die Enttäuschten statt. Dieser Film gilt als erstes Werk der Nouvelle Vague.
- Zum zweiten Mal führt die Jugendzeitschrift BRAVO die Leserwahl zum BRAVO Otto durch. Bei den männlichen Filmstars gewinnt den Otto in Gold Horst Buchholz, Silber geht an O. W. Fischer und Bronze an Rock Hudson. Die beliebtesten weiblichen Filmstars des Jahres waren Romy Schneider vor der Vorjahressiegerin Maria Schell und Ruth Leuwerik.

## Erfolgreichste Filme

### Top 10 in Deutschland
Die zehn erfolgreichsten Filme an den deutschen Kinokassen nach Besucherzahlen:
| Platz |                               | Besucher   |
| ----- | ----------------------------- | ---------- |
| 1.    | Die Brücke am Kwai            | 14.500.000 |
| 2.    | Das Wirtshaus im Spessart     | 11.250.000 |
| 3.    | Der Pauker                    | 10.626.000 |
| 4.    | Wenn die Kraniche ziehen      | 9.771.000  |
| 5.    | Die zehn Gebote               | 9.636.000  |
| 6.    | Helden                        | 9.424.000  |
| 7.    | Wenn die Conny mit dem Peter  | 8.660.000  |
| 8.    | Das Mädchen Rosemarie         | 8.500.000  |
| 9.    | Peter Voss, der Millionendieb | 8.190.000  |
| 10.   | Die Trapp-Familie in Amerika  | 7.988.000  |

### Top 10 in den USA
Die zehn erfolgreichsten Filme an den US-amerikanischen Kinokassen nach Einspielergebnis.
| Platz | Filmtitel                      | Einspielergebnis in US-Dollar |       |
| ----- | ------------------------------ | ----------------------------- | ----- |
| 1.    | South Pacific                  | 6.300.000                     | [ 2 ] |
| 2.    | Auntie Mame                    | 9.100.000                     | [ 2 ] |
| 3.    | Cat on a Hot Tin Roof          | 7.660.000                     | [ 3 ] |
| 4.    | No Time for Sergeants          | 7.500.000                     | [ 2 ] |
| 5.    | Gigi                           | 6.500.000                     | [ 3 ] |
| 6.    | The Vikings                    | 6.000.000                     | [ 2 ] |
| 7.    | The Young Lions                | 4.480.000                     | [ 4 ] |
| 8.    | The Inn of the Sixth Happiness | 4.400.000                     | [ 4 ] |
| 9.    | Some Came Running              | 4.245.000                     | [ 3 ] |
| 10.   | Indiscreet                     | 3.600.000                     | [ 5 ] |

## Filmpreise

### Golden Globe Award
Am 22. Februar werden im Cocoanut Grove in Los Angeles die Golden Globe verliehen.
- Bestes Drama: Die Brücke am Kwai von David Lean
- Bestes Musical: Die Girls von George Cukor
- Bester Schauspieler (Drama): Alec Guinness in Die Brücke am Kwai
- Beste Schauspielerin (Drama): Joanne Woodward in Eva mit den drei Gesichtern
- Bester Schauspieler (Musical/Komödie): Frank Sinatra in Pal Joey
- Beste Schauspielerin (Musical/Komödie): Kay Kendall und Taina Elg in Die Girls
- Bester Nebendarsteller: Red Buttons in Sayonara
- Beste Nebendarstellerin: Elsa Lanchester in Zeugin der Anklage
- Bester Regisseur: David Lean für Die Brücke am Kwai
- Cecil B. DeMille Award: Buddy Adler

- Vollständige Liste der Preisträger

### Academy Awards
Die Oscarverleihung findet am 26. März im RKO Pantages Theatre in Los Angeles statt. Präsentatoren sind: James Stewart, David Niven, Jack Lemmon, Rosalind Russell und Bob Hope.
- Bester Film: Die Brücke am Kwai von David Lean
- Bester Hauptdarsteller: Alec Guinness in Die Brücke am Kwai
- Beste Hauptdarstellerin: Joanne Woodward in Eva mit den drei Gesichtern
- Bester Regisseur: David Lean für Die Brücke am Kwai
- Bester Nebendarsteller: Red Buttons in Sayonara
- Beste Nebendarstellerin: Miyoshi Umeki in Sayonara
- Beste Musik: Malcolm Arnold für Die Brücke am Kwai
- Bester fremdsprachiger Film: Die Nächte der Cabiria von Federico Fellini

Vollständige Liste der Preisträger

### Internationale Filmfestspiele von Cannes 1958
Das Festival in Cannes findet vom 2. Mai bis zum 18. Mai statt. Die Jury wählt folgende Preisträger aus:
- Goldene Palme: Die Kraniche ziehen von Michail Kalatosow
- Bester Schauspieler: Paul Newman in Der lange heiße Sommer
- Beste Schauspielerin: das weibliche Schauspielensemble aus Nahe dem Leben
- Bester Regisseur: Ingmar Bergman für Nahe dem Leben
- Jury Spezialpreis: Mein Onkel von Jacques Tati

### Internationale Filmfestspiele Berlin 1958
Das Festival in Berlin findet vom 27. Juni bis zum 8. Juli statt. Die Jury unter Präsident Frank Capra wählt folgende Preisträger aus:
- Goldener Bär: Wilde Erdbeeren von Ingmar Bergman
- Bester Schauspieler: Sidney Poitier in Flucht in Ketten
- Beste Schauspielerin: Anna Magnani in Wild ist der Wind
- Bester Regisseur: Tadashi Imai für Mitsuko – Geschichte einer jungen Liebe

### Filmfestspiele von Venedig
Das Festival in Venedig findet vom 24. August bis zum 7. September statt. Die Jury wählt folgende Preisträger aus:
- Goldener Löwe: Muhomatsu no issho von Hiroshi Inagaki
- Bester Schauspieler: Alec Guinness in Des Pudels Kern
- Beste Schauspielerin: Sophia Loren in Die schwarze Orchidee

### Deutscher Filmpreis
- Bester Film: Nachts, wenn der Teufel kam
- Beste Regie: Robert Siodmak für Nachts, wenn der Teufel kam
- Beste Hauptdarstellerin: Liselotte Pulver für Das Wirtshaus im Spessart
- Bester Hauptdarsteller: Hannes Messemer für Nachts, wenn der Teufel kam
- Beste Nebendarstellerin: Annemarie Düringer für Nachts, wenn der Teufel kam
- Bester Nebendarsteller: Werner Peters für Nachts, wenn der Teufel kam

### British Film Academy Award
- Bester Film: Die Brücke am Kwai von David Lean
- Bester britischer Darsteller: Alec Guinness für Die Brück am Kwai
- Bester ausländischer Darsteller: Henry Fonda für Die zwölf Geschworenen
- Beste britische Darstellerin: Heather Sears für Esther Costello
- Beste ausländische Darstellerin: Simone Signoret für Die Hexen von Salem (Hexenjagd)

### Étoile de Cristal
- Bester Film: Der Mann, der sterben muß von Jules Dassin
- Bester Darsteller: Pierre Brasseur in Die Mausefalle
- Beste Darstellerin: Mylène Demongeot in Die Hexen von Salem (Hexenjagd)
- Bester ausländischer Film: Die zwölf Geschworenen von Sidney Lumet
- Bester ausländischer Darsteller: Åke Grönberg in Abend der Gaukler
- Beste ausländische Darstellerin: Marilyn Monroe in Der Prinz und die Tänzerin

### New York Film Critics Circle Award
- Bester Film: Flucht in Ketten von Stanley Kramer
- Beste Regie: Stanley Kramer für Flucht in Ketten
- Bester Hauptdarsteller: David Niven in Getrennt von Tisch und Bett
- Beste Hauptdarstellerin: Susan Hayward in Laßt mich leben
- Bester ausländischer Film: Mein Onkel von Jacques Tati

### National Board of Review
- Bester Film: Der alte Mann und das Meer von John Sturges
- Beste Regie: John Ford für Das letzte Hurra
- Bester Hauptdarsteller: Spencer Tracy in Der alte Mann und das Meer und Das letzte Hurra
- Beste Hauptdarstellerin: Ingrid Bergman in Die Herberge zur 6. Glückseligkeit
- Bester Nebendarsteller: Albert Salmi in Bravados und Die Brüder Karamasow
- Beste Nebendarstellerin: Kay Walsh in Des Pudels Kern
- Bester fremdsprachiger Film: Apus Weg ins Leben: Auf der Straße von Satyajit Ray

### Laurel Award
- Bestes Action-Drama: Zwei rechnen ab von John Sturges
  - Bester Action-Darsteller: Burt Lancaster in Zwei rechnen ab
- Bestes Drama: Glut unter der Asche von Mark Robson
  - Bester dramatischer Darsteller: Marlon Brando in Die jungen Löwen
  - Beste dramatische Darstellerin: Elizabeth Taylor in Das Land des Regenbaums
- Beste Komödie: Ariane – Liebe am Nachmittag von Billy Wilder
  - Bester komödiantischer Darsteller: Glenn Ford in Geh nicht zu nah ans Wasser
  - Beste komödiantische Darstellerin: Audrey Hepburn in Ariane – Liebe am Nachmittag
- Bestes Musical: Pal Joey von George Sidney
  - Bester Musical-Darsteller: Frank Sinatra in Pal Joey
  - Beste Musical-Darstellerin: Mitzi Gaynor in Les Girls
- Bester Unterhaltungsfilm: Sein Freund Jello von Robert Stevenson

### Weitere Filmpreise und Auszeichnungen
- Directors Guild of America Award: David Lean für Die Brücke am Kwai
- Ernst-Lubitsch-Preis: Kurt Hoffmann, Liselotte Pulver und Wolfgang Neuss für Das Wirtshaus im Spessart
- Louis-Delluc-Preis: Ich, ein Neger von Jean Rouch
- Nastro d’Argento: Die Nächte der Cabiria von Federico Fellini und Die zwölf Geschworenen von Sidney Lumet
- Photoplay Award: Gigi von Vincente Minnelli (Bester Film), Tony Curtis (populärster männlicher Star), Debbie Reynolds (populärster weiblicher Star)
- Preis der deutschen Filmkritik: Das Mädchen Rosemarie von Rolf Thiele
- Festival Internacional de Cine de Donostia-San Sebastián: Eva will schlafen von Tadeusz Chmielewski (Goldene Muschel)
- Writers Guild of America Award: Les Girls (Bestes Musical), Die zwölf Geschworenen (Bestes Drama), Ariane – Liebe am Nachmittag (Beste Komödie), John Lee Mahin (Lebenswerk)

## Geburtstage

### Januar bis März
Januar

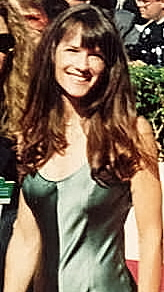
Holly Hunter (* 20. März)

- 03. Januar: Bettina Janis, deutsche Drehbuchautorin
- 04. Januar: Matt Frewer, US-amerikanischer Schauspieler
- 04. Januar: Julian Sands, britischer Schauspieler († 2023)
- 07. Januar: Linda Kozlowski, US-amerikanische Schauspielerin
- 09. Januar: Thomas Jauch, deutscher Regisseur
- 11. Januar: Hitomi Kamanaka, japanische Dokumentarfilmautorin und Regisseurin
- 11. Januar: Alyson Reed, US-amerikanische Schauspielerin und Tänzerin
- 17. Januar: Deran Sarafian, US-amerikanischer Regisseur
- 21. Januar: Michael Wincott, US-amerikanischer Schauspieler
- 25. Januar: Paulus Manker, österreichischer Schauspieler
- 25. Januar: Dinah Manoff, US-amerikanische Schauspielerin
- 26. Januar: Ellen DeGeneres, US-amerikanische Schauspielerin
- 29. Januar: Judy Norton-Taylor, US-amerikanische Schauspielerin

Februar
- 03. Februar: Piotr Sobociński, polnischer Kameramann († 2001)
- 09. Februar: Tony Craig, Schauspieler aus Trinidad und Tobago
- 18. Februar: Massimo Gaudioso, italienischer Regisseur
- 18. Februar: Peter Kremer, deutscher Schauspieler
- 19. Februar: Martin Hewitt, US-amerikanischer Schauspieler
- 20. Februar: James Wilby, britischer Schauspieler
- 21. Februar: Jack Coleman, US-amerikanischer Schauspieler
- 24. Februar: Mark Moses, US-amerikanischer Schauspieler

März
- 03. März: Miranda Richardson, britische Schauspielerin
- 04. März: Patricia Heaton, US-amerikanische Schauspielerin
- 07. März: Rik Mayall, britischer Schauspieler († 2014)
- 09. März: Birgit Doll, österreichische Schauspielerin († 2015)
- 09. März: Linda Fiorentino, US-amerikanische Schauspielerin
- 10. März: Reza Bagher, schwedischer Regisseur
- 13. März: Guillermo Arriaga, mexikanischer Drehbuchautor
- 17. März: Christian Clemenson, US-amerikanischer Schauspieler
- 20. März: Holly Hunter, US-amerikanische Schauspielerin
- 21. März: Sabrina Le Beauf, US-amerikanische Schauspielerin
- 21. März: Gary Oldman, britischer Schauspieler
- 31. März: Tony Cox, US-amerikanischer Schauspieler
- 31. März: Sylvester Groth, deutscher Schauspieler

### April bis Juni
April

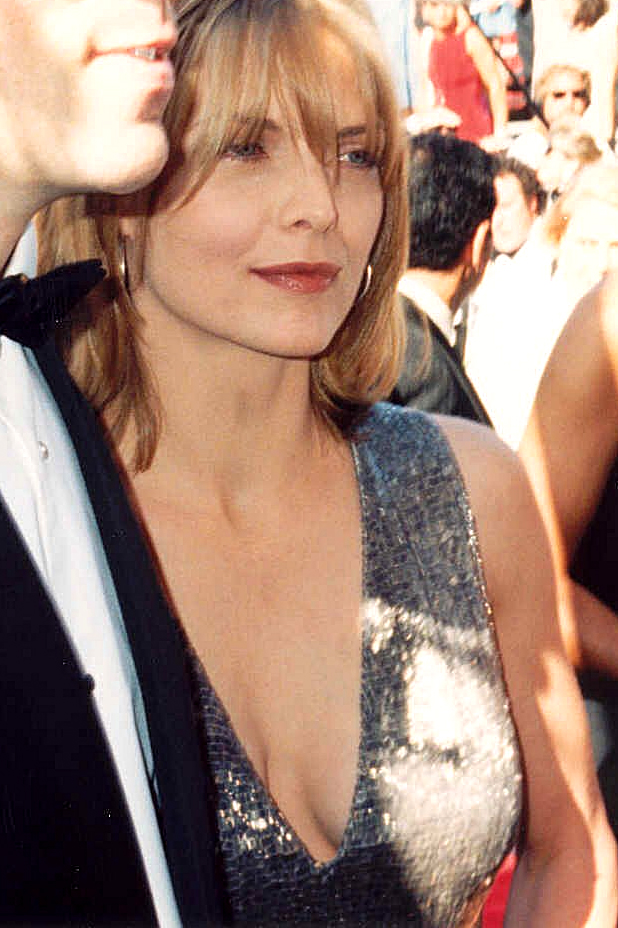
Michelle Pfeiffer (* 29. April)

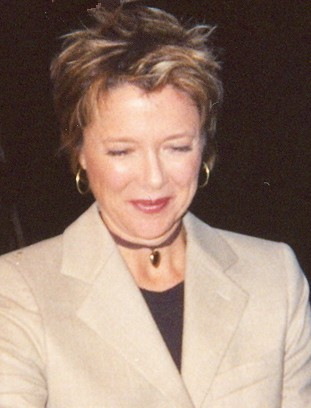
Annette Bening (* 29. Mai)

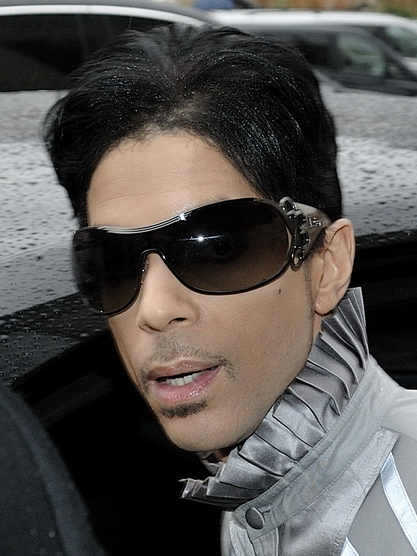
Prince (* 7. Juni)

- 01. April: Robert Missler, deutscher Synchronsprecher und Schauspieler
- 03. April: Alec Baldwin, US-amerikanischer Schauspieler
- 04. April: Mary-Margaret Humes, US-amerikanische Schauspielerin
- 14. April: Peter Capaldi, britischer Schauspieler und Film- und Fernsehregisseur
- 21. April: Andie MacDowell, US-amerikanische Schauspielerin
- 22. April: Ken Olandt, US-amerikanischer Schauspieler und Produzent
- 23. April: Radu Mihăileanu, rumänischer Regisseur
- 26. April: Giancarlo Esposito, US-amerikanischer Schauspieler
- 26. April: Ingolf Lück, deutscher Schauspieler, Moderator und Comedian
- 29. April: Michelle Pfeiffer, US-amerikanische Schauspielerin
- 30. April: Charles Berling, französischer Schauspieler

Mai
- 01. Mai: Cecilia Peck, US-amerikanische Schauspielerin
- 03. Mai: Kevin Kilner, US-amerikanischer Schauspieler
- 05. Mai: Aurélien Recoing, französischer Schauspieler
- 12. Mai: Kim Greist, US-amerikanische Schauspielerin
- 20. Mai: Matt McCoy, US-amerikanischer Schauspieler
- 29. Mai: Annette Bening, US-amerikanische Schauspielerin
- 29. Mai: Juliano Mer-Khamis, israelischer Schauspieler und Regisseur († 2011)
- 30. Mai: Ted McGinley, US-amerikanischer Schauspieler
- 31. Mai: Roma Maffia, US-amerikanische Schauspielerin

Juni
- 07. Juni: Prince, US-amerikanischer Sänger, Schauspieler, Regisseur und Komponist († 2016)
- 17. Juni: Bobby Farrelly, US-amerikanischer Regisseur und Drehbuchautor
- 22. Juni: Bruce Campbell, US-amerikanischer Schauspieler
- 25. Juni: Harald Sicheritz, österreichischer Drehbuchautor und Regisseur
- 26. Juni: Paweł Edelman, polnischer Kameramann
- 27. Juni: August Schmölzer, österreichischer Schauspieler

### Juli bis September
Juli

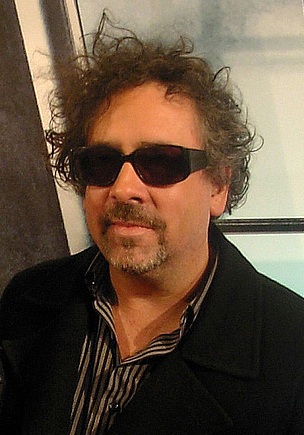
Tim Burton (* 25. August)

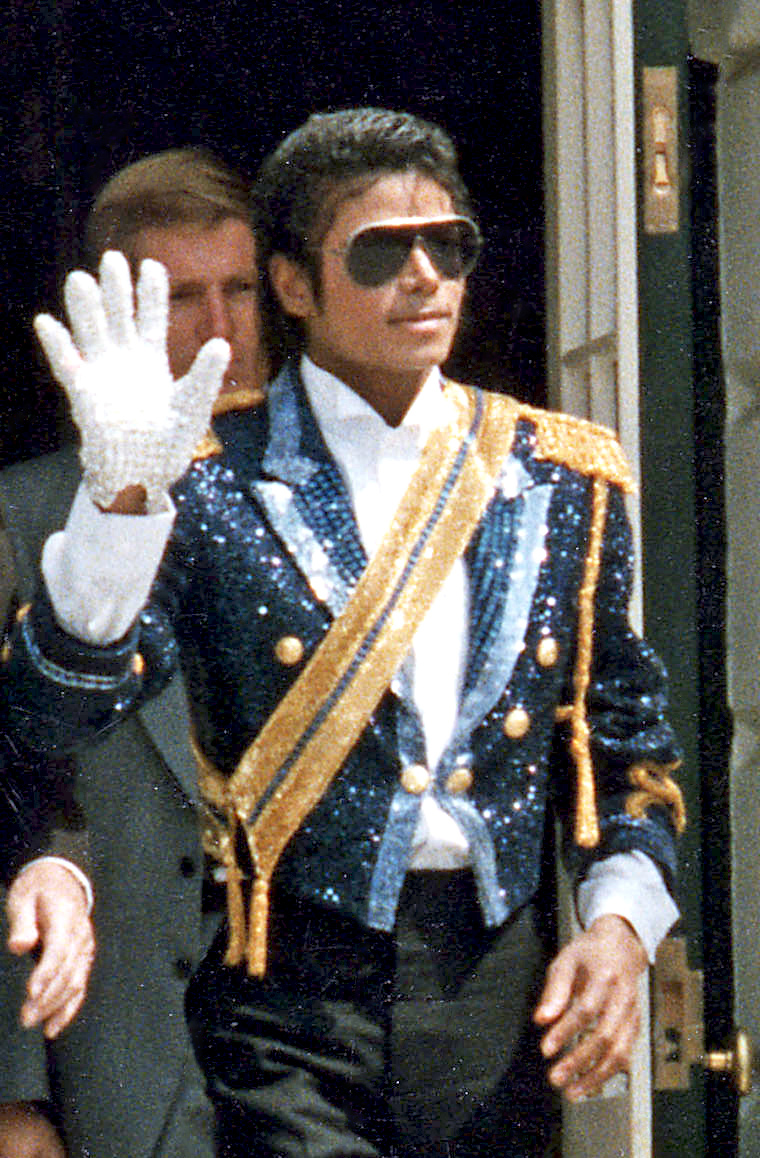
Michael Jackson (* 29. August)

- 05. Juli: Peter Tolan, US-amerikanischer Drehbuchautor
- 08. Juli: Kevin Bacon, US-amerikanischer Schauspieler
- 10. Juli: Fiona Shaw, irische Schauspielerin
- 11. Juli: Mark Lester, britischer Schauspieler
- 14. Juli: Scott Rudin, US-amerikanischer Produzent
- 17. Juli: Wong Kar-Wai, chinesischer Regisseur
- 27. Juli: Barbara Rudnik, deutsche Schauspielerin († 2009)
- 30. Juli: Richard Burgi, US-amerikanischer Schauspieler

August
- 02. August: Damian Harris, britischer Regisseur
- 05. August: Juri Dumtschew, russischer Schauspieler († 2016)
- 08. August: Cecilia Roth, argentinisch-spanische Schauspielerin
- 09. August: Amanda Bearse, US-amerikanische Schauspielerin
- 10. August: Don Swayze, US-amerikanischer Schauspieler
- 16. August: Angela Bassett, US-amerikanische Schauspielerin
- 16. August: Madonna, US-amerikanische Sängerin und Schauspielerin
- 18. August: Madeleine Stowe, US-amerikanische Schauspielerin
- 19. August: Klaus Graf, österreichischer Produzent
- 22. August: Colm Feore, kanadischer Schauspieler
- 24. August: Steve Guttenberg, US-amerikanischer Schauspieler
- 25. August: Tim Burton, US-amerikanischer Regisseur
- 29. August: Michael Jackson, US-amerikanischer Sänger, Schauspieler und Entertainer († 2009)

September
- 01. September: Dagmar Manzel, deutsche Schauspielerin, Sängerin und Hörspielsprecherin
- 06. September: Arsinée Khanjian, armenisch-kanadische Schauspielerin
- 06. September: Michael Winslow, US-amerikanischer Schauspieler
- 10. September: Chris Columbus, US-amerikanischer Regisseur
- 11. September: Roxann Dawson, US-amerikanische Schauspielerin
- 11. September: Scott Patterson, US-amerikanischer Schauspieler
- 12. September: Franco Amurri, italienischer Regisseur
- 16. September: Jennifer Tilly, US-amerikanische Schauspielerin
- 17. September: Andrea Eckert, österreichische Schauspielerin
- 20. September: Charlie Kaufman, US-amerikanischer Drehbuchautor
- 20. September: Ghassan Massoud, syrischer Schauspieler
- 21. September: André Hennicke, deutscher Schauspieler
- 22. September: Kerstin Gähte, deutsche Schauspielerin († 2017)
- 24. September: Kevin Sorbo, US-amerikanischer Schauspieler
- 29. September: Karen Young, US-amerikanische Schauspielerin

### Oktober bis Dezember
Oktober

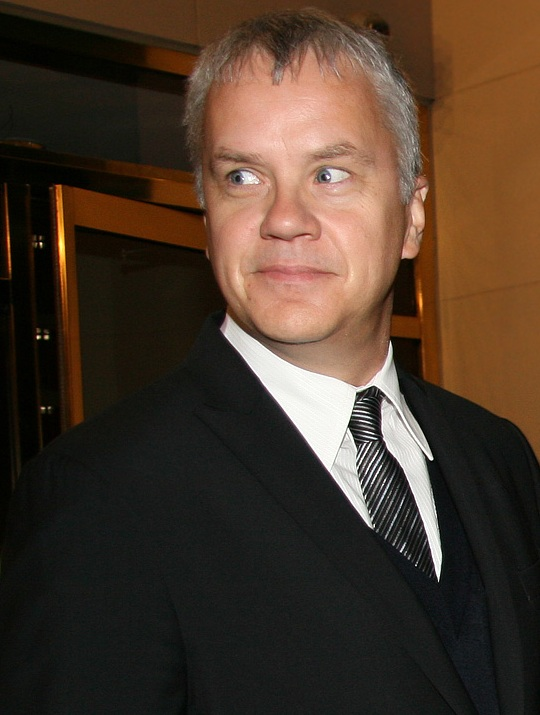
Tim Robbins (* 16. Oktober)

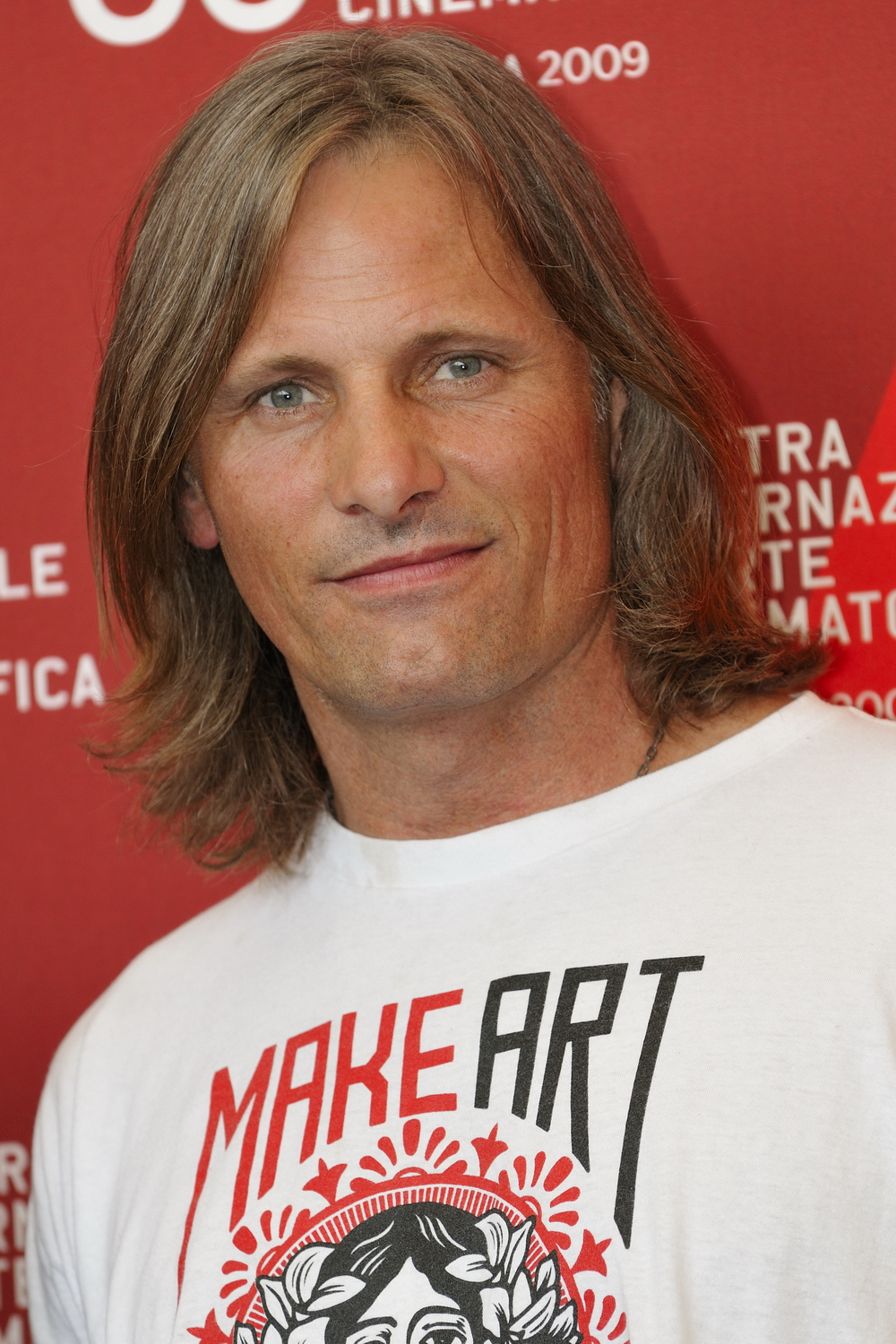
Viggo Mortensen (* 20. Oktober)

- 07. Oktober: Sunnyi Melles, deutsche Schauspielerin
- 09. Oktober: Michael Paré, US-amerikanischer Schauspieler
- 16. Oktober: Tim Robbins, US-amerikanischer Schauspieler
- 19. Oktober: Alexander Held, deutscher Schauspieler
- 20. Oktober: Viggo Mortensen, US-amerikanischer Schauspieler
- 21. Oktober: Julio Medem, spanischer Regisseur
- 24. Oktober: Margit Geissler-Rothemund, deutsche Schauspielerin († 2016)
- 26. Oktober: Pascale Ogier, französische Schauspielerin
- 30. Oktober: Kristina van Eyck, deutsche Schauspielerin

November
- 01. November: Rachel Ticotin, US-amerikanische Schauspielerin
- 02. November: Kai Maertens, deutscher Schauspieler
- 05. November: Robert Patrick, US-amerikanischer Schauspieler
- 08. November: Phil Fondacaro, US-amerikanischer Schauspieler
- 10. November: Stephen Herek, US-amerikanischer Regisseur
- 12. November: Megan Mullally, US-amerikanische Schauspielerin
- 15. November: Leslie Malton, US-amerikanische Schauspielerin, Synchronsprecherin, Hörbuch- sowie Hörspielsprecherin
- 16. November: Marg Helgenberger, US-amerikanische Schauspielerin
- 16. November: Mick Werup, deutscher Schauspieler († 2011)
- 17. November: Mary Elizabeth Mastrantonio, US-amerikanische Schauspielerin
- 19. November: Scott McGinnis, US-amerikanischer Schauspieler
- 21. November: David Reivers, US-amerikanischer Schauspieler
- 22. November: Jamie Lee Curtis, US-amerikanische Schauspielerin
- 24. November: Alain Chabat, französischer Schauspieler und Regisseur
- 24. November: Andrei Smoljakow, russischer Schauspieler
- 25. November: Josef Rusnak, deutscher Regisseur und Drehbuchautor
- 29. November: Kim Delaney, US-amerikanische Schauspielerin

Dezember
- 01. Dezember: Charlene Tilton, US-amerikanische Schauspielerin
- 06. Dezember: Alexander Balujew, russischer Schauspieler
- 06. Dezember: Nick Park, britischer Trickfilmer
- 09. Dezember: Raja Gosnell, US-amerikanischer Filmeditor und Regisseur
- 09. Dezember: Despina Pajanou, deutsch-griechische Schauspielerin
- 11. Dezember: Dominic Raacke, deutscher Schauspieler
- 12. Dezember: Sheree J. Wilson, US-amerikanische Schauspielerin
- 13. Dezember: Lynn-Holly Johnson, US-amerikanische Schauspielerin
- 13. Dezember: Clark Brandon, US-amerikanischer Schauspieler, Regisseur und Drehbuchautor
- 13. Dezember: Johannes Silberschneider, österreichischer Schauspieler
- 22. Dezember: Marijam Agischewa, österreichische Schauspielerin
- 23. Dezember: Joan Severance, US-amerikanische Schauspielerin
- 27. Dezember: Florian Martens, deutscher Schauspieler
- 31. Dezember: Bebe Neuwirth, US-amerikanische Schauspielerin

### Tag unbekannt
- Tim Bevan, neuseeländischer Produzent
- Corinna Duhr, deutsche Schauspielerin

## Verstorbene

### Januar bis Juni

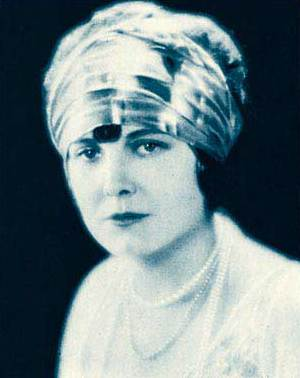
Edna Purviance († 11. Januar)

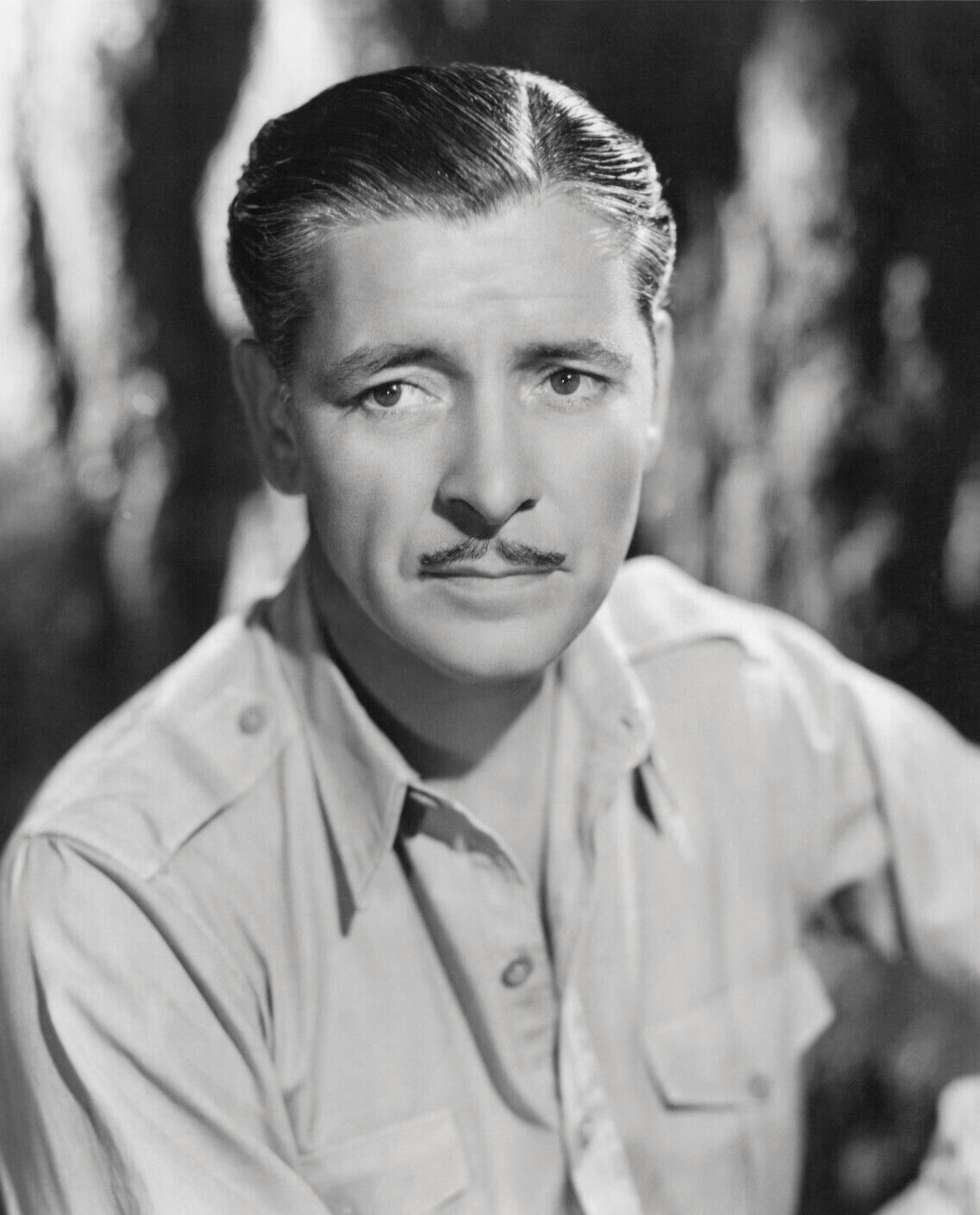
Ronald Colman († 19. Mai)

- 08. Januar: Joseph Rickson, US-amerikanischer Schauspieler (* 1880)
- 11. Januar: Edna Purviance, US-amerikanische Schauspielerin (* 1895)
- 13. Januar: Jesse L. Lasky, US-amerikanischer Produzent (* 1880)
- 16. Januar: Aubrey Mather, britischer Schauspieler (* 1885)
- 19. Januar: Otto Sauter-Sarto, deutscher Schauspieler (* 1889)
- 28. Januar: Carola Toelle, deutsche Schauspielerin (* 1892)

- 04. Februar: Monta Bell, US-amerikanischer Regisseur und Produzent (* 1891)
- 17. Februar: Tala Birell, österreichische Schauspielerin (* 1907)
- 18. Februar: Adrian Brunel, britischer Regisseur (* 1892)
- 20. Februar: Else Heims, deutsche Schauspielerin (* 1878)
- 27. Februar: Harry Cohn, US-amerikanischer Produzent (* 1891)

- 06. März: Sam Taylor, US-amerikanischer Regisseur (* 1895)
- 08. März: Karl Ludwig Diehl, deutscher Schauspieler (* 1896)
- 09. März: Eduard Bornträger, deutscher Schauspieler (* 1888)
- 22. März: Michael Todd, US-amerikanischer Produzent (* 1909)
- 26. März: Erwin Kalser, deutscher Schauspieler (* 1883)
- 27. März: Robert Baberske, deutscher Kameramann (* 1900)

- 15. April: Estelle Taylor, US-amerikanische Schauspielerin (* 1894)

- 08. Mai: Friedrich Gnaß, deutscher Schauspieler (* 1892)
- 19. Mai: Ronald Colman, britischer Schauspieler (* 1891)

- 09. Juni: Robert Donat, britischer Schauspieler (* 1905)
- 21. Juni: Herbert Brenon, US-amerikanischer Regisseur (* 1880)

### Juli bis Dezember
- 02. Juli: Jim Gérald, französischer Schauspieler (* 1889)
- 08. Juli: Carl Boese, deutscher Regisseur (* 1887)
- 19. Juli: Karol Adwentowicz, polnischer Schauspieler und Regisseur (* 1871)

- 06. August: Reinhold Lütjohann, deutscher Schauspieler und Hörspielsprecher (* 1881)
- 18. August: Fritz Arno Wagner, deutscher Kameramann (* 1889)
- 21. August: Kurt Neumann, deutscher Regisseur (* 1908)
- 21. August: Walter Schumann, US-amerikanischer Komponist (* 1913)
- 27. August: Priscilla Lawson, US-amerikanische Schauspielerin (* 1914)

- 07. September: Graham Cutts, britischer Regisseur (* 1884)
- 16. September: Gertrud de Lalsky, deutsche Schauspielerin (* 1878)
- 26. September: Zdeňka Baldová, tschechische Schauspielerin (* 1885)
- 27. September: Rose Stradner, österreichische Schauspielerin (* 1913)

- 03. Oktober: Lutz Götz, deutscher Schauspieler (* 1891)
- 04. Oktober: Ida Wüst, deutsche Schauspielerin (* 1879)
- 27. Oktober: Marshall Neilan, US-amerikanischer Regisseur (* 1891)

- 04. November: Sam Zimbalist, US-amerikanischer Produzent (* 1904)
- 11. November: André Bazin, französischer Filmkritiker (* 1918)
- 15. November: Tyrone Power, US-amerikanischer Schauspieler (* 1914)
- 19. November: Hans Heinrich von Twardowski, deutscher Schauspieler (* 1898)
- 22. November: William Franke Harling, britisch-amerikanischer Komponist (* 1887)
- 28. November: Klaus Pohl, österreichischer Schauspieler (* 1883)

- 01. Dezember: Boots Mallory, US-amerikanische Schauspielerin (* 1913)
- 09. Dezember: Botho Höfer, deutscher Filmarchitekt (* 1880)
- 12. Dezember: Lothar Brühne, deutscher Komponist (* 1900)
- 12. Dezember: Helen Twelvetrees, US-amerikanische Schauspielerin (* 1907)
- 16. Dezember: János Székely, ungarischer Drehbuchautor (* 1901)
- 21. Dezember: H. B. Warner, britischer Schauspieler (* 1875)